# Разменная монета (фильм)
«Разменная монета» (оригинальное название — «Loose Change») — американский документальный фильм о трагических событиях 11 сентября 2001 года. Фильм впервые увидел свет в апреле 2005 года. Первая версия фильма была подготовлена его создателем Диланом Эвери полностью на его домашнем компьютере.

## Основные сведения
Фильм представляет собой журналистское расследование и изложение теории заговора о теракте 11 сентября 2001 года в Нью-Йорке. Согласно этой теории теракт был устроен могущественными заговорщиками в правительстве США. В нём представлены оценки специалистов по строительству небоскрёбов и их комментарии по поводу возможности обрушения небоскрёбов-близнецов Всемирного торгового центра. В фильме поставлена под сомнение возможность самостоятельного обрушения зданий и выдвигается версия об их намеренном подрыве уже после того, как их протаранили самолёты.